# 예천군 (1988년 선거구)
예천군은 대한민국의 옛 국회의원 선거구이다. 당시 경상북도 예천군 지역을 관할했다.

## 역사
제13대 국회의원 선거를 앞두고 문경군·예천군 선거구에서 분리되면서 신설되었다.
제15대 국회의원 선거를 앞두고 실시된 선거구 개편으로 인해 문경시와 예천군이 하나의 선거구를 이루게 됨에 따라 폐지되었다.

## 역대 국회의원
| 선거   | 정당 | 정당       | 의원   |
| ------ | ---- | ---------- | ------ |
| 1988년 |      | 민주정의당 | 유학성 |
| 1992년 |      | 민주자유당 | 유학성 |
| 1993년 |      | 민주자유당 | 반형식 |

## 역대 선거 결과

### 대한민국 제13대 국회의원 선거
|  | 63.06% |

|  | 24.62% |

|  | 12.31% |

### 대한민국 제14대 국회의원 선거
|  | 60.73% |

|  | 20.62% |

|  | 18.64% |

### 1993년 대한민국 재보궐선거
유학성 의원의 사임으로 인해 치러진 1993년 대한민국 재보궐선거에서 민주자유당 반형식 후보가 당선되었다.